# Tuvalu na letnich igrzyskach olimpijskich
Reprezentacja Tuvalu na letnich igrzyskach olimpijskich po raz pierwszy wystartowała podczas igrzysk w Pekinie w 2008 roku. Wtedy wystartowało trzech zawodników (dwóch mężczyzn i jedna kobieta) w lekkoatletyce i podnoszeniu ciężarów. Do tej pory nie zdobyła medalu.

## Klasyfikacja medalowa
| Miejsce             | Złoto | Srebro | Brąz | Razem |
| ------------------- | ----- | ------ | ---- | ----- |
| 2008 Pekin          | 0     | 0      | 0    | 0     |
| 2012 Londyn         | 0     | 0      | 0    | 0     |
| 2016 Rio de Janeiro | 0     | 0      | 0    | 0     |
| 2020 Tokio          | 0     | 0      | 0    | 0     |

## Medaliści letnich igrzysk olimpijskich z Tuvalu

### Złote medale
Brak

### Srebrne medale
Brak

### Brązowe medale
Brak